# Ixodes amersoni
Ixodes amersoni este o specie de căpușe din genul Ixodes, familia Ixodidae, descrisă de Glen M. Kohls în anul 1966. Conform Catalogue of Life specia Ixodes amersoni nu are subspecii cunoscute.